# Sport en Bulgarie
Cet article traite du sport en Bulgarie.
Les sports les plus populaires en Bulgarie sont l'haltérophilie, le volley-ball, le football, l'athlétisme, la boxe et la gymnastique.

## Disciplines

### Football
Le football est le sport le plus populaire en Bulgarie avec plus de 50 000 licenciés. Il fut introduit en 1893-1894 par des professeurs de gymnastique invités dans le pays qui organisèrent le premier match national dans le collège de Varna en 1894. 
Beaucoup de fans bulgares suivent de près la première ligue bulgare, le Groupe "A" du football professionnel; ainsi que les ligues d'autres pays européens. 
Dimitar Berbatov (Димитър Бербатов) est actuellement l'un des plus célèbres joueurs de football bulgares. À la saison 2012/2013, il joue pour le Fulham FC Berbatov a également passé quatre saisons à Manchester United, où il a marqué ses deux premiers buts pour l'équipe dans leur victoire 3-0 à Aalborg dans la phase de groupes de la Ligue des champions le 30 septembre 2008.
Georgi Asparuhov (1943 au 1971), est également devenu extrêmement populaire à la maison et à l'étranger, ayant eu des offres de clubs en Italie et au Portugal, et ayant gagné le prix de joueur de football bulgare №1 pour le XXe siècle.
Hristo Stoichkov est sans doute devenu le footballeur bulgare le plus connu de tous les temps. Sa carrière a culminé entre 1992 et 1995, alors qu'il jouait pour le FC Barcelone, remportant le Ballon d'Or en 1994. 
Emil Kostadinov est le héros de la qualification de la Bulgarie au mondial 1994 à la suite de son doublé dont un but dans les toutes dernières secondes de jeu au Stade de France face à l'Équipe de France le 17 novembre 1993, une victoire 1-2 en faveur des bulgares qui les propulsent dans la plus prestigieuses des compétitions aux Etats-Unis. 
Trois Bulgares ont gagné le Soulier d'or récompensant le meilleur buteur européen : Hristo Stoichkov, Georgi Slavkov et Petar Jekov.
Le CSKA Sofia est l'un des deux meilleurs clubs bulgares de football .
Le Levski Sofia est devenue la première équipe bulgare à participer à la version moderne de la Ligue des champions en 2006-2007. 
Le Slavia Sofia, le Lokomotiv Sofia et le Litex Lovech ont souvent joué en ligue Europa. Les autres clubs populaires sont le Botev Plovdiv, le Tcherno More Varna, le Lokomotiv Plovdiv et le Ludogorets Razgrad.
À la Coupe du monde 1994, les Bulgares se classèrent quatrièmes.

### Formule 1
Un Grand Prix de Formule 1 de Bulgarie aurait dû voir le jour en 2011 ou 2012 mais les organisateurs abandonnèrent le projet en 2009 à cause de difficultés financières.

### Rallye
Depuis 1970 le rallye de Bulgarie existe.
En 1973, le rallye de Bulgarie intègre l'ERC jusqu'en 2009.
En 2010, la Bulgarie accueille pour la première fois une manche du championnat du monde des rallyes, le rallye de Bulgarie. Ce sera la seule manche d'un championnat mondiale de rallye en Bulgarie et elle sera remportée par Sebastien Loeb.
En 2011 jusqu'à 2013 elle reviendra au calendrier de l'ERC et en 2014 en ERCup.

### Volleyball

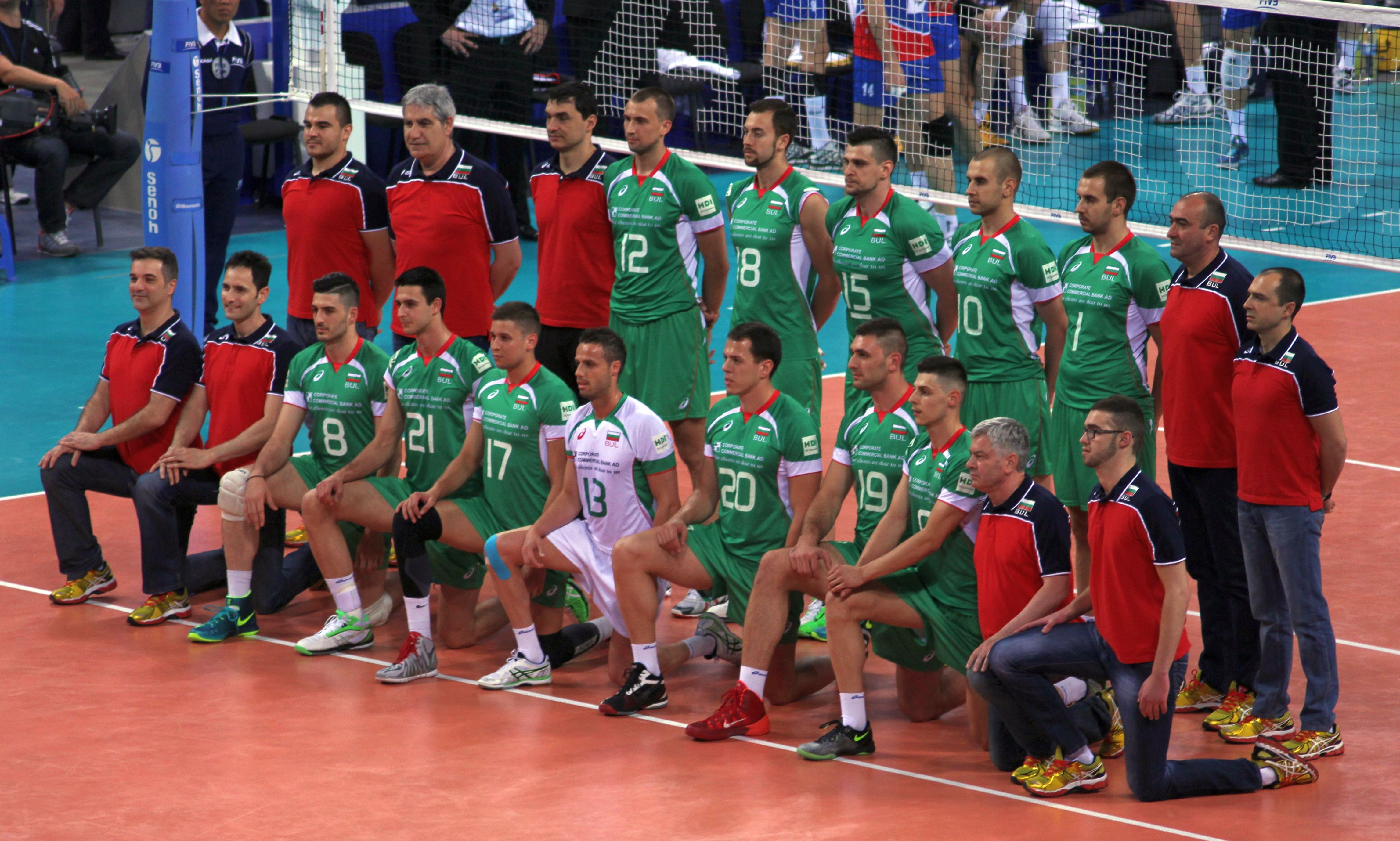
L'équipe nationale bulgare en 2014

Le volley-ball est géré en Bulgarie par la Fédération bulgare de volley-ball. La Bulgarie est l'une des principales équipes de volley-ball en Europe et dans le monde. 
En janvier 2009, l'équipe a obtenu la 4e place mondiale selon les classements de la FIVB. 
La Bulgarie est régulièrement présente dans le Top 10, et a gagné des médailles d'argent aux Jeux olympiques d'été de 1980, le Championnat du Monde de Volley-ball 1970 et le Championnat d'Europe 1951 , ainsi que de nombreuses médailles de bronze, dont la Coupe du Monde 2007 au Japon. 
En 2009, les joueurs bulgares les plus populaires sont Plamen Konstantinov, Matey Kaziyski et Vladimir Nikolov.
En 2012, la Bulgarie a organisé la Ligue mondiale de volley-ball à Sofia. 
En 2015, la Bulgarie et l'Italie ont organisé conjointement le Championnat d'Europe de volley-ball masculin.

### Tennis

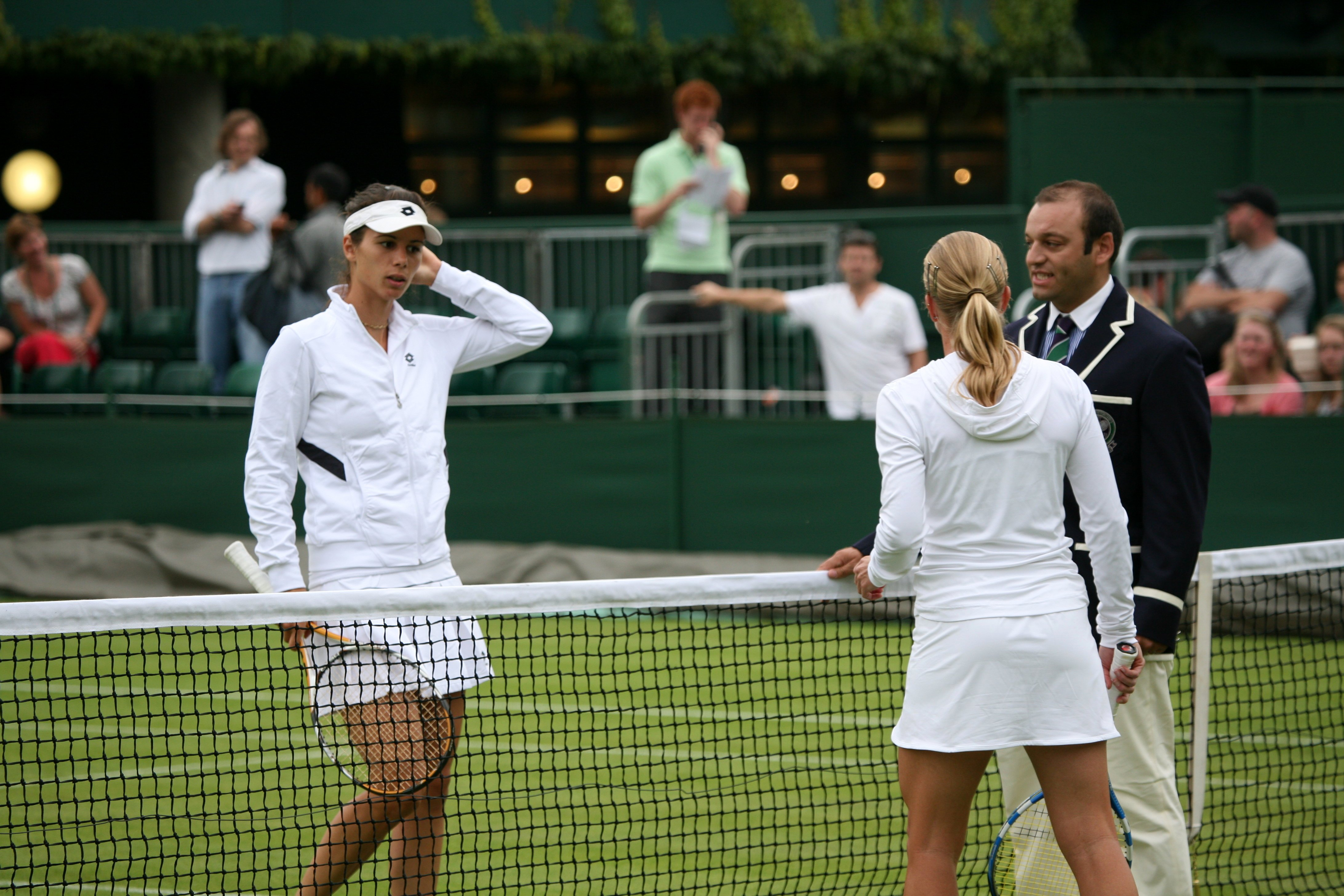
Tsvetana Pironkova et Jill Craybas à Wimbledon en 2009.

La Bulgarie dispose de Grigor Dimitrov, qui a atteint plusieurs fois des demi-finales de grand chelem

### Sport de combat
Le pays a une forte tradition dans la boxe amateur et dans les compétitions d'arts martiaux. 
La Bulgarie a eu des succès majeur avec ses équipes de judo et de karaté dans les championnats européens et mondiaux. 
Kaloyan Stefanov Mahlyanov, mieux connu sous son surnom de Kotooshu Katsunori, est devenu connu dans le monde entier pour ses prouesses en sumo, devenant ainsi le premier Européen à gagner le titre ozeki au Japon. La Bulgarie a également remporté plusieurs championnats de sumo européennes, et est souvent parmi les meilleurs concurrents dans ce sport.

### Haltérophilie
Voir aussi Haltérophilie en Bulgarie.
L'haltérophilie est un sport pourvoyeur de médailles et de bons résultats pour la Bulgarie. Cependant ces succès sont ternis par les nombreuses affaires de dopage. La Bulgarie a été exclu de la discipline pour les Jeux olympiques de 2008 à Pékin et pour les Jeux olympiques de 2016.  En 2000, trois médailles d’or dans la même discipline lui avaient été retirées après les Jeux de Sydney,.

### Gymnastique rythmique
La Bulgarie est une des meilleures nations du monde, et possède le deuxième palmarès mondial après la Russie. L'école bulgare est renommée.

### Hockey sur glace
Environ 500 joueurs de hockey sur glace sont répertoriés en Bulgarie.

## Jeux olympiques
.